# Energeia
Energeia (en griego ἐνέργεια, actividad, algo que está en έργων: trabajo) es la expresión que indica que algo está actuando, en el sentido de que está tendiendo a su fin desde sí mismo. 
Es un término técnico de suma importancia en la obra de Aristóteles, especialmente en relación con su teoría de la causalidad eficiente.

## Explicación
Aunque éste es el origen etimológico de la palabra moderna "energía", el término ha evolucionado tanto durante la historia occidental que la actual acepción ya no es útil para comprender el sentido original que le da Aristóteles. No es fácil encontrar una traducción adecuada para este concepto. Términos como actividad y actualidad no dan toda la riqueza semántica de la energeia aristotélica, que por eso algunos traducen como “realidad actuante”. 
Aristóteles explica este concepto en la Ética a Nicómaco I.viii.1098b33 y en la Metafísica VIII-IX. El autor afirma que el placer, contra la opinión popular que lo considera un vacío que debe ser llenado, en realidad consiste en una energeia del cuerpo o el alma humanos (Libro X). Así, sostiene que comer es agradable porque permite que el sistema digestivo humano cumpla plenamente su función, que el sexo es placentero por la misma razón respecto de la reproducción, y que actividades tales como el estudio de las matemáticas o admirar el arte son agradables porque son una energeia con respecto a la mente.  
Aristóteles compara también energeia con dynamis y hexis en varios lugares (cf. Ética a Eudemo II.i.1218b y Ética a Nicómaco I.viii.1098b33), y a veces con kinesis (movimiento o un cierto cambio) (cf. Metafísica IX.iii.1047a). 
Energeia (energía) fue invocada como protectora del efímero Estado Libre de Fiume (Croacia, 1920-1924) por el poeta y héroe de guerra italiano Gabriele D'Annunzio, que también la llamó "la décima musa" en la Constitución que redactó para él .